# Michalková
Michalková (hongrois : Zólyommihályi) est un village de Slovaquie situé dans la région de Banská Bystrica.

## Histoire
La première mention écrite du village date de 1786.

## Démographie

### Évolution de la population
| Année:               | 1994. | 2004.   | 2014.    | 2024.    |
| -------------------- | ----- | ------- | -------- | -------- |
| Nombre de personnes: | 42    | 46      | 37       | 45       |
| Différence:          |       | +9,52 % | -19,56 % | +21,62 % |

| Année:               | 2023. | 2024.   |
| -------------------- | ----- | ------- |
| Nombre de personnes: | 43    | 45      |
| Différence:          |       | +4,65 % |